# Laryngectomie
La laryngectomie est l’ablation du larynx. Cette opération chirurgicale est effectuée le plus souvent dans le cadre de la prise en charge d’un cancer de cet organe. Il est parfois nécessaire d'enlever également des organes voisins, dont le pharynx (on parle alors de pharyngo-laryngectomie). On compte en France un laryngectomisé pour 3 000 personnes, soit environ 20 000 laryngectomisés.
La laryngectomie s'accompagne d'une trachéotomie : la trachée est abouchée à la base du cou.
La laryngectomie peut être partielle ou totale.

## Laryngectomie totale
Après une laryngectomie totale, le laryngectomisé a perdu son larynx qui comprenait les plis vocaux (cordes vocales); par conséquent sa capacité à produire la voix et parler. Il peut s'alimenter normalement, mais il respire désormais à travers un trachéostome (ouverture et abouchement de la trachée au niveau de la base du cou). Il sera amené à protéger son trachéostome à l'aide de protections respiratoires (foulards) ou avec des capsules jetables comprenant une mousse assurant le filtrage, l'humidification et le réchauffement de l'air inspiré (cassettes ECH ou HME en anglais).
Pour lui permettre de parler, la technique de prédilection employée actuellement est celle de la mise en place de prothèses phonatoires. Ce choix est justifié si aucune contre-indication est relevée, et permet l'acquisition d'une nouvelle voix rapidement chez la majorité des laryngectomisés (80 % de taux de réussite). Le chirurgien crée une perforation de la paroi qui sépare la trachée de l'œsophage. Cette communication dite fistule trachéo-œsophagienne est maintenue ouverte grâce à la prothèse phonatoire (ou implant phonatoire). La prothèse est stabilisée dans la fistule grâce à deux collerettes, l'une côté trachéal et l'autre côté œsophagien. La fistule trachéo-œsophagienne (non pas la prothèse, qui n'est qu'un stent) permet le passage du souffle pulmonaire de la trachée vers l'œsophage. Les parois pharyngées et œsophagiennes (de la gorge) vibrent lors du passage du souffle et produisent une voix rauque mais modulable, dite voix trachéo-œsophagienne. Pour parler, le laryngectomisé inspire puis obture son trachéostome au doigt, ou à l'aide d'une capsule comprenant une valve sur laquelle il appuie ou une valve automatique (mains libres). Il parle en dynamisant son souffle phonatoire qui est acheminé à travers la prothèse phonatoire vers l'œsophage. 
La prothèse phonatoire, comprend une valve qui obture le fût de la prothèse et empêche le passage dans la trachée de fuites de liquides venant de l'œsophage. La valve s'ouvre uniquement sous l'effet du souffle lors de la parole. La prothèse est changée tous les six mois en consultation éventuellement sous anesthésie locale, mais le plus souvent sans anesthésie.
Cette technique tend néanmoins à être moins proposée, le risque de rejet augmentant avec la fréquence du remplacement de l’implant[réf. nécessaire].
En absence de fistule, le laryngectomisé peut acquérir une technique d'éructation : c'est la technique de la voix oro-œsophagienne. Il s'agira de pousser le volume d'air contenu dans la bouche vers l'œsophage pour ensuite le laisser sortir sous forme d'éructation. Cette méthode est acquise parfois spontanément mais plus souvent dans le cadre d'une prise en charge en orthophonie pendant plusieurs mois. Le taux de réussite est de 40 %.
Outre les voix trachéo-œsophagienne et oro-œsophagienne ou pendant l'acquisition de ces dernières, il existe d'autres moyens qui peuvent aider le laryngectomisé à communiquer : les prothèses électriques externes (ou laryngophones) qui, posées contre la gorge, produisent une vibration qui est modulée par la bouche. Il existe aussi des prothèses externes pneumatiques : l'air est prélevé du stome et est amené par un tuyau dans la bouche ; l'extrémité de ce tuyau vibre, ce qui fournit le son initial qui est ensuite modulé par la bouche.